# Arneštovice
Arneštovice (en allemand : Arnestowitz) est une commune du district de Pelhřimov, dans la région de Vysočina, en République tchèque. Sa population s'élevait à 85 habitants en 2020.

## Géographie
Arneštovice est situé dans une vallée sur la rive gauche de la Trnava, un affluent de la Želivka, dans les monts de Bohême-Moravie. Le village est bordé au nord par les collines Vystrkov (565 m) et Radějov (576 m).
Arneštovice se trouve à 14 km au nord-ouest de Pelhřimov, à 38 km au nord-ouest de Jihlava et à 78 km au sud-est de Prague.
La commune est limitée par Košetice au nord, par Křelovice à l'est, par Rovná et Hořepník au sud, et par Buřenice à l'ouest.

## Histoire
La première mention écrite du village date de 1403.

## Transports
Par la route, Arneštovice se trouve à 18,5 km de Pelhřimov, à 50 km de Jihlava et à 99 km de Prague.